# Рассумов, Исмаил Ибрагимович
Исмаил Ибрагимович Рассумов (род. 31 мая 1962, Пригородное, Чечено-Ингушская АССР) — советский и российский спортсмен и тренер по спортивным единоборствам, обладатель черного пояса IV дана по каратэ.

## Биография
Родился 31 мая 1962 года в селе Пригородное Чечено-Ингушской АССР, ныне Чеченской республики. 
Окончил школу № 3 в станице Орджоникидзевской (ныне город Сунжа Республики Ингушетии). В 1987 году окончил Адыгейский государственный педагогический институт (ныне Адыгейский государственный университет) по специальности физическое воспитание. В настоящее время — директор детско-юношеской спортивной школы Сунженского муниципального района Ингушетии.
За период работы тренером воспитал семь мастеров спорта, заслуженного мастера спорта, мастера спорта международного класса, 8 чемпионов мира, 12 чемпионов мира среди юниоров, в числе которых — Ибрагим Лорсанов, Али Ганиев, Илез Аушев и другие спортсмены. 

## Заслуги
- Награжден знаками «Почётный работник образования Республики Ингушетия» и «Заслуженный работник физической культуры Республики Ингушетия».
- Неоднократно награждался почетными грамотами Главы Республики Ингушетия.
- В декабре 2015 года поощрен именными часами министра МЧС России.
- Почетный гражданин города Сунжа (2017).[5]